# Мирзоев, Атаами Бала Баба оглы
Атаами Бала Баба оглы Мирзоев (25 мая 1965, Баку, Азербайджанская ССР) — азербайджанский учёный, доктор филологических наук, главный научный сотрудник отдела «Средневековой азербайджанской литературы» Института литературы им. Низами НАНА.

## Биография
В 1982 году окончил среднюю школу и в 1989 году факультет филологии Азербайджанского Государственного Университета имени С. М. Кирова.
В 1993 году окончил аспирантуру Института литературы им. Низами Академии Наук Азербайджанской ССР.
В 1994 году защитил диссертацию «Тема „Юсуф и Зулейха“ в классической Азербайджанской литературе (первоисточники и их поэтическое воплощение)» и получил степень кандидата филологических наук.
В 2012 году защитил докторскую диссертацию на тему «Этап Физули в истории азербайджанского художественного перевода».

## Научно-педагогическая деятельность
Атаами Мирзоев с 1994 года работал младшим научным сотрудником, с 1997 года — научным сотрудником, с 2004 года главным научным сотрудником и с 2009 года ведущим научным сотрудником в Институте Литературы им. Низами. В настоящее время[какое?] работает главным научным сотрудником в отделе «Средневековой азербайджанской литературы» в Институте литературы им. Низами НАНА.
Автор 105 научных статей, 4 книг.
Основные научные достижения:
- Пути развития азербайджанской эпической поэзии на родном языке;
- История азербайджанского художественного перевода;
- Переводческая деятельность Физули.

## Книги
- «Сорок хадисов» в творчестве Джами, Навои и Физули. Баку, 1997
- «Хадикат ас-суада» Физули как памятник средневекового перевода. Баку, 2001
- История художественного перевода в Азербайджане и Физули, Баку, 2009
- Литература. Учебное пособие. Баку, Абитуриент, 2010—2015 (коллективная работа)
- Период формирования Азербайджанской эпической поэзии. Баку, 2016